# Cézia
Cézia korábbi község (település) Franciaországban, Jura megyében. 2019. január 1-jén Chemilla, Lavans-sur-Valouse és Saint-Hymetière községgel egyesült és Saint-Hymetière-sur-Valouse új község része lett.
Lakosainak száma 69 fő (2015). Cézia Chisséria, Chemilla, Lavans-sur-Valouse, Saint-Hymetière és Arinthod községekkel határos.

## Népesség
A település népességének változása:
| Lakosok száma | 48   | 37   | 39   | 46   | 63   | 67   | 67   | 65   | 69   | 73   |
|               | 1968 | 1975 | 1982 | 1990 | 1999 | 2006 | 2011 | 2013 | 2015 | 2016 |